# Harald von Hirschfeld
Harald von Hirschfeld (11 de julho de 1912 - 18 de janeiro de 1945) foi um oficial alemão que serviu no Deutsches Heer durante a Segunda Guerra Mundial. Foi condecorado com a Cruz de Cavaleiro da Cruz de Ferro com Folhas de Carvalho.

## Condecorações
| Medalha Anschluss                                                | 8 de novembro de 1938) |
| Medalha dos Sudetos                                              |                        |
| Cruz de Ferro (1939) 2ª Classe                                   | 1 de novembro de 1939  |
| Cruz de Ferro (1939) 1ª Classe                                   | 28 de junho de 1941    |
| Distintivo de Feridos (1939) em Preto                            | 23 de julho de 1941    |
| Distintivo de Feridos (1939) em Prata                            | 23 de setembro de 1941 |
| Distintivo de Feridos (1939) em Ouro                             | 2 de outubro de 1941   |
| Distintivo da infantaria de assalto em Prata                     | 25 de julho de 1941    |
| Ordem da Coroa da Romênia                                        | 1 de novembro de 1941  |
| Medalha da Frente Oriental                                       | 1 de agosto de 1942    |
| Cruz de Cavaleiro da Cruz de Ferro                               | 15 de novembro de 1941 |
| Cruz de Cavaleiro da Cruz de Ferro com Folhas de Carvalho nº 164 | 23 de dezembro de 1942 |